# Graniczna (potok)
Graniczna (niem. Grenzwasser) – potok w Górach Izerskich. Lewy dopływ Czarnego Potoku, długość 2,2 km, źródła na wysokości ok. 1060 m n.p.m., ujście – ok. 610 m n.p.m..
Źródło potoku na północnim stoku Smreka (1123 m n.p.m.), na wysokości ok. 1060 m n.p.m., poniżej skałki "Płyta". Płynie w kierunku północno-wschodnim, tworząc głęboko wciętą dolinę na zboczach Wysokiego Grzbietu, pomiędzy masywami Opaleńca (825 m n.p.m.) i Czerniawskiej Kopy (776 m n.p.m.). W Czerniawie-Zdroju, tuż przy najdalej na południe wysuniętych zabudowaniach, wpada do Czarnego Potoku.